# Sailor Szensi
A Sailor harcos, vagyis Sailor Senshi (セーラー戦士 Sērā Senshi ) a Sailor Moon japán manga és anime sorozat tipikus hősnője. A név a Sailor fuku-nak nevezett japánban rendszeresített iskolai egyenruhából származik, a senshi szó pedig harcost, vagy katonát jelent. Az angol és japán szavak keverése a sorozatok írójának, Naoko Takeuchi-nak ötlete volt. A Sailor Solder kifejezést szintén mindkét nyelven használják, és a meséből készült színpadi musicalekben is megjelenik. Az élőszereplős tv-sorozatban azonban a „Guardian”, vagyis Őrző kifejezést használják. Az anime DIC Entertainment által készített szinkronja főként a „Sailor Scout” szóval illeti a hősnőket.
A Sailor harcosok jellegzetes magical girl hősök, akiknek vagy egy civil életük általában, mint iskolás lány, és egy (vagy több) mágikus alteregójuk. Minden Senshi birtokol egy eszközt, amivel képes felvenni ezt a kivételes alakját. Ezek az erők egy Sailor Kristálynak nevezett tárgyból származnak, amit mindegyik magában rejt. Naoko Takeuchi eredeti szándéka szerint csak lányok lehetnek Sailor harcosok, habár legalább egy férfi rendelkezik hasonló Sailor Kristállyal. Ő Mamoru Chiba, aki a föld védelmezője és a mangában különleges pszichikus adottságokkal rendelkezik.
A legikonikusabb harcos Sailor Moon, ő vezeti a Földet, és ha szükséges a galaxist védő elsődleges csoportot a fenyegető erőkkel szemben. Hivatalosan tíz ember van a csapatban, ő maga, Sailor Chibi Moon, és még nyolc a Naprendszer bolygóiról elnevezett Sailor harcos.

## A Sailor csapat
A harcosok saját magukat gyakran osztják alcsoportokra, ami az életkorukra, a polgári foglalkozásukra és a harcosként végzett elsődleges kötelességeikre alapozva rendszerezi őket. A történeten belül általánosságban elég tisztán kirajzolódik kik mely kisebb csapat tagjai, kik hajlanak arra, hogy külön dolgozzanak, de névleg ritkán említik őket valódi külön együttesként.

### A Belső harcosok
A Guradian Senshikként is emlegetett Belső harcosok (Inner Senshi), az a négy lány, aki Sailor Moon legközelebbi védelmezői és nevüket a Naprendszer négy belső bolygójáról nyerték (kivéve a Föld). Ők Merkúr, Vénusz, Mars és Jupiter. Sailor Moon vezetésével alakítanak egy sentai-t (5 szuperhősből álló csoportot) és ők a sorozat elsődleges szereplői.

### A Külső harcosok
A Külső harcosok Saturnusz, Uranusz, Neptunusz és Plútó. 
A Silver Millennium, vagyis Ezüst Ezredév korában ők voltak a Naprendszer őrzői, akik a más rendszerekből érkező idegen támadások elhárítására felügyeltek, kivéve Szaturnuszt, aki önmagában hordozza a rombolás erejét. 
A mangában a háttértörténetük bonyolultabb; mindig az egyik Külső harcos kötelessége volt, hogy megakadályozza Sailor Saturn születését, de mikor összegyűltek, hogy tanúi legyenek a Hold Királyságának pusztulásakor óvatlanok voltak. 
Az animében mind a négy újjászületett a Földön.
A Külső harcosok mind bájosak, érett viselkedésűek polgári alakjukban és a Belső harcosok csodálják őket. Nagyon elkötelezettetek és sokszor kegyetlenek az áldozataikkal és ellenfeleikkel. Senshi-ként fagyosak és tartózkodóak, jobban szeretnek a Belső Harcosok kizárásával tevékenykedni, bár Plutó és Szaturnusz nyitott feléjük.
Minden Külső harcos egy különleges fegyvert használ: Uranus, Neptune és Plutó birtokosai a Három Talizmánnak, Saturn eszköze a Csend Lándzsája, amivel egész világokat képes megsemmisíteni. A Külső harcosok a legerősebbek a Naprendszerünkben Sailor Uranus fizikailag a legfelkészültebb, Sailor Neptune a tükrével speciális látomások kivetítésére képes, Plútó képes megállítani az időt, Sailor Saturn pedig a legpusztítóbb hatalmakat birtokolja, amik csak léteznek.

## Egyenruhák és erőszintek
A Sailor harcosok népszerű egyenruhája a japánban rendszeresített iskolai egyenruha (matrózruha) után készült.
Eredetileg minden Sailor harcosnak saját külön, egyedi ruhája és felszerelése lett volna, amik csak bizonyos alapelemekben osztozott a többiekével, de ezt elvetették, csupán Sailor Venus ruházatán figyelhető meg ennek a tervezési fázisnak az emléke, mikor a hősnő „Sailor V” kódnéven álarcos igazságosztóként tevékenykedik.
A kosztümök elfogadott formája egységes lett, csupán a kiegészítők (csatok, ékszerek, kesztyűk, cipők és csizmák) egyediek, valamint a ruházat színe. Mikor egy Sailor harcos egy szinttel feljebb lép a saját erején belül a kosztümje is megváltozik kissé, hogy visszatükrözze a haladást. Sailor Moon ruhája sok szempontból kivétel, de mégis megkülönböztethetünk három alapvető fázist, amin áthaladnak.
- Az eredeti alakjaik. Egyéni változatosságok fedezhetők fel a kiegészítőkben, mint pl. Sailor Mars fülbevalói, vagy Sailor Neptune nyaklánca. A Külső harcosok matrózgallérján nincs csík.
- A „Super” alak. A vállvédő külső rétege átlátszó lesz. A lányok nyakát díszítő pántra egy csillag kerül, a brossuk szív alakú lesz. A mangában megváltozik a kesztyűk hossza. A szoknyát hátul díszítő masni szalagjai hosszúak lesznek.
- Eternal („örök”) alak. Mikor Sailor Moon felveszi ezt a formát, szárnyakat nyer és elveszíti a fejdíszét. A szoknyája háromrétegű lesz. A kesztyűje hossza megnő, a ruhája válla lekerekített „puffos” hatású lesz, a csizmája fehér, arany szegéllyel.

## Változatok
A történet előrehaladásával végül felfedezik, hogy léteznek hasonló harcosok a galaxison kívül is. A mangában az első ilyen típusú szereplők a Sailor Quartet, akit gyakran emlegetnek Asteroid Senshiként. Ők Sailor Chibi Moon jövőbeli védelmezői. Azt hiszik róluk, hogy 30.ik századig mély álomban szenderegnek, míg az úrnőjükre várnak, de aztán a Dead Moon Circus szolgáltatásaiba kényszerítik őket.
Az ötödik jelentős történetben sokat foglalkoznak a Sailor Háborúkkal (Sailor Wars). A mangában Sailor Moon minden előző ellenségét ennek a galaktikus háborúnak egyik szereplőiként festik le, míg a végső gonosz Chaos. Chaos elsődleges szolgája Sailor Galaxia, aki valaha a legerősebb harcos volt és a galaxis nagy reménysége. Azonban abban az erőfeszítésében, hogy legyőzze Chaost a megszállottja lesz és elbukik. Elkezdi megtámadni a világokat és starsheed-eket gyűjteni, ez egyfajta „kristály” amikkel minden ember rendelkezik, de csak a Sailor harcosoké különleges. Mire elér, a földhöz már rengeteg katonája van, akik korábban Sailor harcosok voltak, de a szolgálatában gonosszá lettek. (A mangában a Sailor Animamates-ek olyan harcosok voltak, akik megölték a bolygóik valódi Senshi-jeit abban a reményben, hogy majd Galaxiától jutalmat nyernek.)
Mindazon világok közül, akik elszenvedték Galaxia támadását csak egy produkált túlélőket, akik szembeszálltak vele. Ez a kitalált világ volt Kinmoku, a legismertebb „idegen” Senshi-k a Sailor Starlights otthona. A trió azért érkezik a Földre, hogy megmentse a saját hercegnőjét Kakyuu-t, akiről szintén hiszik, hogy megmenekült. A bolygónkon férfiaknak álcázzák magukat, a mangában egyszerű átöltözéssel, az animében fizikailag is férfivá változnak. Ez a „nemváltó” ötletet nem hagyta jóvá Naoko Takeuchi írónő, akit gyakran sokkoltak az anime változtatásai. A mangában Kakyuu hercegnő, Serenity-hez hasonlóan, maga is Sailor harcos.
A három idegen harcos ruhája teljesen más mint a már megismert lányoké. A szoknya helyett fényes fekete forrónadrágot hordanak, sötét magassarkú combközépig érő csizmával és apró melltartószerű toppal, amit diszes bross fog össze elől. A lebegő galléron kívül semmi nem emlékeztet a matrózegyenruhára.
Mind az animében, mind a mangában megjelenik egy nagyon kicsi lány ChibiChibi, aki Sailor ChibiChibi- vé változik, és különböző módokon segít a lányoknak. Az animében ő Sailor Galaxia tiszta starsheed-je, ami elszeparálva nem fertőződött meg Chaos-tól. A mangában ő Sailor Cosmos, a jövőbeli Sailor Moon végső formája.
A Parallel Sailor Moon-nak nevezett humoros képregényben szintén jelennek meg új harcosok, ahogy a Sailor Moon musical-ekben is, mint például Sailor Astarte és mások.

## Rajongói alkotások
A Sailor harcosok jól felépített fogalma sok lehetőséget rejt és számos rajongót megihletett. Így születik rengeteg sokszor igen alaposan kidolgozott fanfiction, amiben a lelkes hívek kibővítik az eredeti történeteket és szereplőket.